# Holo (együttes)
A Holo (ホロ) japán pop-rock együttes, melyet 2010 januárjában alapítottak Oszakában.

## Az együttes története
Az együttest 2010 januárjában alapította Isiki Maszaomi énekes és ritmusgitáros, Ganszeki Jótaró szólógitáros, Akage basszusgitáros és Jamazaki Daiszuke dobos. Még ebben a hónapban Komorebi (木漏れ日, ’A fák között átszűrődő fény’) címmel megjelentettek egy demófelvételt, illetve a Szeiki-ron (生気論, ’Életfilozófia’) című daluk felkerült a Two Line Records kiadó „Hello!! 2010!!” című válogatásalbumára. 2010 decemberétől szüneteltették az együttes tevékenységet, azonban a 2011 decemberében megjelent „Hello!! 2011!!” válogatásalbumra így is felkerült a Jo no tabi (世の旅) című számuk.
2012 januárjában újra megindították a zenekar tevékenységét, még ebben a hónapban Tanbi no kandzsó no inocsi (耽美と感情の命) címmel megjelentettek egy középlemezt. 2012 augusztusában Parallel World (パラレルワールド) címmel megjelentettek egy kislemezt, illetve először szerepelhettek a televízióban, a TV Asahi Music-ru TV című műsorában. 2013 februárjában Jamazaki Daiszuke dobos kilépett az együttesből, helyére augusztusban Kumagai Rjója állt. Mindeközben márciusban Contrast (コントラスト) címmel újabb kislemezt jelentettek meg, melynek lemezbemutatóján Nurse dzsogakuin (ナース女学院) álnéven a Scandal is fellépett. 2013. október 23-án Hologram (ホログラム) címmel középlemezt jelentettek meg, melynek Kageokuri (影送り) című dalát a KTV Otoemon sorozatának zárófőcím dalának választottak. 2014-ben felléptek a Sakae SP-Ring és a Minami Wheel fesztiválokon, illetve novemberben Mimi vo szumaszete (耳を澄ませて) címmel középlemezt jelentettek meg.
2015 februárjában megtartották első szólókoncertjüket az Oszaka 2nd Line színpadán. Júniusban kisebb közlekedési balesetet szenvedtek, Kumagai gerincfájdalmai miatt le kellett mondaniuk több fellépést is. Kumagai szeptemberben kilépett az együttesből, helyére Takekava Maja állt. Ugyanebben a hónapban Szenkó to raimei (閃光と雷鳴) címmel középlemezt jelentettek meg, illetve megtartották második szólókoncertjüket.
2016 januárjában az Ivy to Fraudulent Game, majd az a crowd of rebellion együttesekkel tartottak páros koncertsorozatot. Szeptemberben Kono szekai vo aiszuru (この世界を愛する) címmel középlemezt jelentettek meg, mely felkerült a japán Oricon heti albumeladási listájára a 168. helyen. Ugyanebben a hónapban megtartották harmadik szólókoncertjüket, illetve páros koncertsorozatot adtak a Narudorával. Decemberben újabb szólókoncertet adtak, illetve a folca és a Lone együttesekkel páros koncertsorozatokat tartottak. 2017. május 3-án Kagajaku hosi to natte (輝く星となって) címmel kislemezük jelent meg.

## Diszkográfia

### Kislemezek
- Komorebi (木漏れ日?) (2010. január)
- Parallel World (パラレルワールド?) (2012. augusztus 7.)
- Contrast (コントラスト?) (2013. március 2.)
- Kagajaku hosi to natte (輝く星となって?) (2017. május 3.)
- Allegro (アレグロ?) (2017. július 26.)

### Középlemezek
- Tanbi no kandzsó no inocsi (耽美と感情の命?) (2012. január 30.)
- Hologram (ホログラム?) (2013. október 23.)
- Mimi vo szumaszete (耳を澄ませて?) (2014. november 5.)
- Szenkó to raimei (閃光と雷鳴?) (2015. szeptember 27.)
- Kono szekai vo aiszuru (この世界を愛する?) (2016. szeptember 7.)